# Jakob Brüll

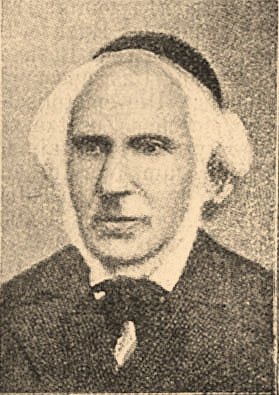
Jakob Brüll

Jakob Brüll (Jakob b. Michael Brüll; * 16. November 1812 in Neu-Raussnitz, Mähren; † 29. November 1889 in Kojetein) war Rabbiner und eine talmudische Kapazität.
Er wirkte von 1843 bis zu seinem Tod als Rabbiner in Kojetein, wo er eine rege Forschungs- und Schriftstellertätigkeit entfaltete und einen Kreis von Schülern um sich sammelte, unter ihnen David Kaufmann.
Sein bedeutendstes Werk ist die Einleitung in die Mischna in zwei Teilen (1876 und 1885), von denen der erste Teil Biografien und Lehrmethoden der Tannaiten mit historischem Rückgriff bis auf Esra, der zweite Teil umfassende strukturelle Untersuchungen zum Text der Mischna bringt.
Jakob Brüll war verheiratet mit Rebecca, geb. Trebitsch.
Der Rabbiner und Wissenschaftler Nahum (Nehemias) Brüll (1843–1891) sowie der Religionspädagoge und -wissenschaftler Adolf (Elhanan) Brüll (1846–1908) waren seine Söhne.

## Werke (Auswahl)
- Forschungen über die Targumim und Midraschim, 1852
- Mewo hamischna (Einleitung in die Mischna), Frankfurt/M. 1876 und 1885
- Ben sekenim (talmudische Abhandlungen), Drohobycz 1889